# 死者の狩人
『死者の狩人』（デスのかりうど）は、高階良子による日本の漫画作品。
『なかよし』（講談社）にて1987年6月増刊号連載された

## 書誌情報
- 死者の狩人 初版発行 1987年11月6日 第1刷発行 ISBN 4-06-178591-5